# The Meaning of Liff

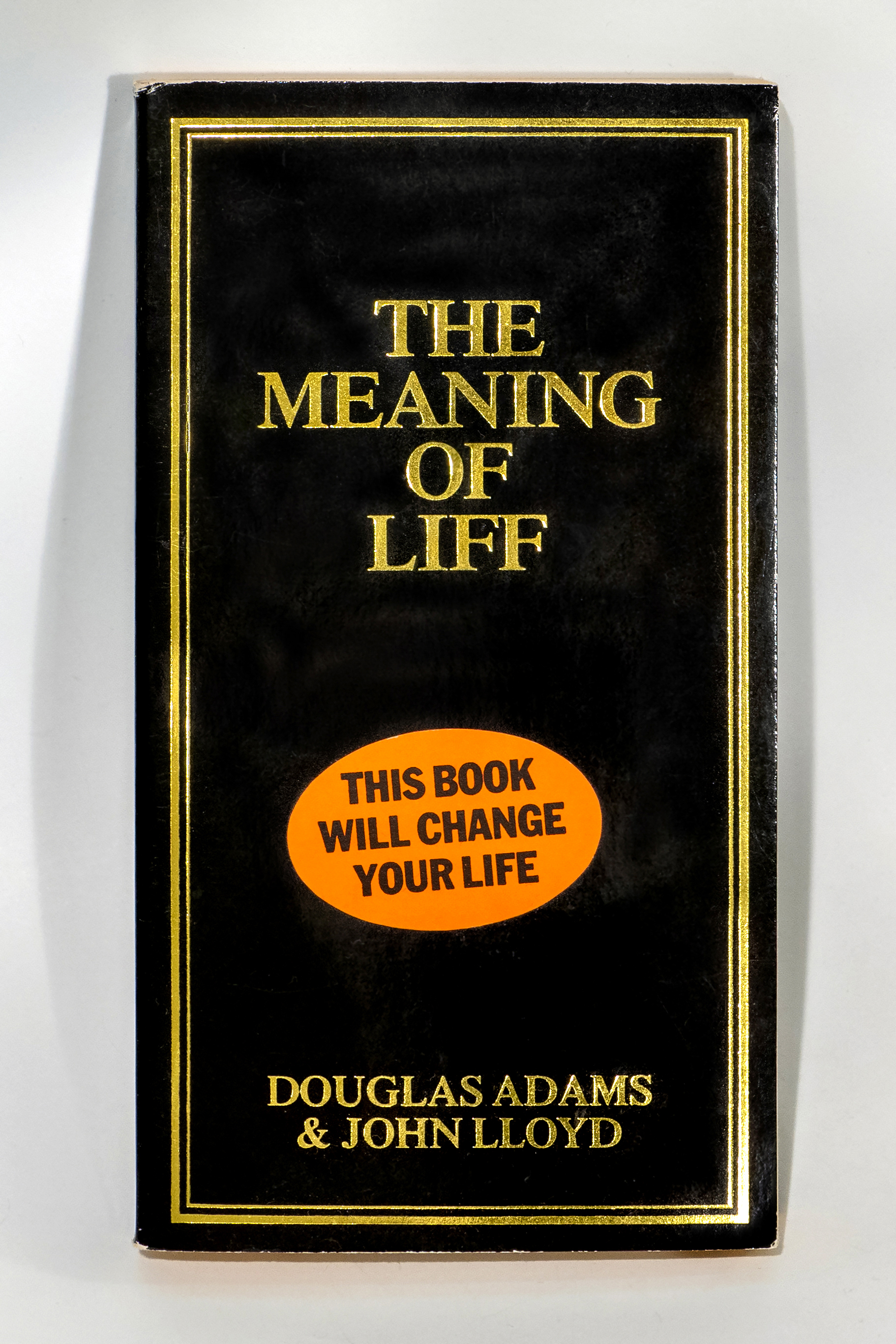
Couverture de la première édition.

The Meaning of Liff est un dictionnaire original et humoristique rédigé par Douglas Adams et John Lloyd. On peut y reconnaître une forme d'humour anglais.

## Principe
The Meaning of Liff définit des mots inexistants imaginés par les auteurs et correspondant à des situations précises. Chaque mot est le nom d'une ville anglaise. 
Liff désigne un « mot ou situation pour lesquels il n'existe pas de définition ». Le titre est un jeu de mots sur The meaning of Life (le sens de la vie) qui est aussi un film des Monty Python avec lesquels l'auteur a collaboré à plusieurs reprises. Liff (en) est un village près de Dundee, en Écosse.
Le début de ce film montre d'ailleurs un tailleur de pierre faisant une faute d'orthographe sur une pierre tombale (avec Liff à la place de Life) avant qu'un éclair divin ne vienne corriger sa bourde au plan suivant.
Le livre a connu deux éditions augmentées, intitulées The deeper meaning of Liff et Afterliff. Il a été adapté en allemand, en néerlandais (en utilisant des toponymes néerlandais ou allemands reproduisant plus ou moins l'effet comique original), ainsi qu'en finlandais.
Un livre français utilisant peu ou prou le même principe (mais sans recourir aux toponymes des villes) a été écrit par l'humoriste Jean Yanne: c'est le « dictionnaire des mots qu'y  a que moi qui les connais »

## Exemples
- Un nom désignant le côté de l'oreiller qui reste frais, celui que l'on aime sentir lorsqu'on le retourne.
- Un verbe désignant le bruit d'un pet dans l'eau.
- Ville inaudible dans le haut-parleur du TER désert.
- Table qui reste bancale malgré les pliages successifs d'un dessous-de-bière.
- Un nom désignant les soutiens-gorge qui laissent entrevoir la naissance des tétons[1].
- Un poil pubien de forte taille qui se dresse fièrement sur la portion de moussaka servie dans un restaurant grec à bas prix.
- Goole : une flaque de bière sur le comptoir dans laquelle le barman déposera invariablement votre monnaie.
- Gweek : un vieux cintre métallique détordu et retordu pour le recycler en antenne radio de voiture.
- Humby : une semi érection suffisamment importante pour créer une gêne visible dans le pantalon mais impropre à tout autre usage.
- Motspur : la quatrième roue d'un caddie d'un supermarché, celle qui est apparemment semblable aux autres mais qui se coince de façon à rendre le caddie incontrôlable.
- Kelling (verbe progressif) : action de chercher à nouveau un objet à un endroit où on sait pertinemment qu'on a déjà cherché.
- Nantucket : la poche secrète de votre pantalon qui avale votre ticket de métro quand arrive le contrôleur.
- Ozark : personne qui vient proposer son aide quand le travail est déjà fait.